# Ladvenjak
Ladvenjak is een plaats in de gemeente Karlovac in de Kroatische provincie Karlovac. De plaats telt 413 inwoners (2001).